# Jean-Louis Pons

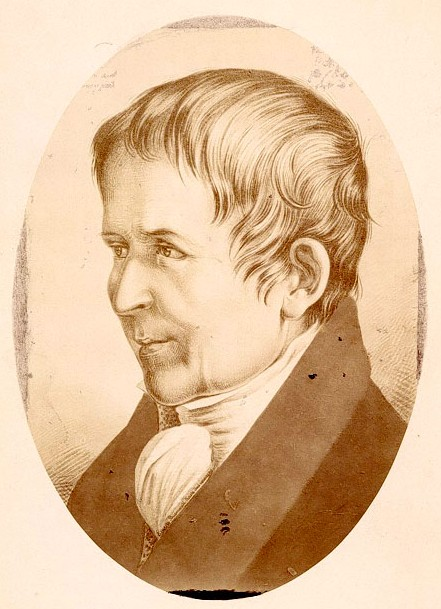
Jean-Louis Pons

Jean-Louis Pons (ur. 24 grudnia 1761 w Peyre, Francja, zm. 14 października 1831 we Florencji) – francuski astronom.
W latach 1801-1827 odkrył bądź współodkrył trzydzieści siedem komet (więcej niż ktokolwiek w historii za pomocą obserwacji wizualnych), w tym kilka komet okresowych, z których trzy (7P/Pons-Winnecke, 12P/Pons-Brooks i 273P/Pons-Gambart) noszą dziś jego imię.